# Gelis cyanurus
Gelis cyanurus är en stekelart som först beskrevs av Forster 1850.  Gelis cyanurus ingår i släktet Gelis och familjen brokparasitsteklar. Inga underarter finns listade i Catalogue of Life.